# Krummnußbaum
Krummnußbaum – gmina targowa w Austrii, w kraju związkowym Dolna Austria, w powiecie Melk. Według Austriackiego Urzędu Statystycznego liczyła 1 461 mieszkańców (1 stycznia 2014).

## Współpraca
Miejscowość partnerska:
- Ahnatal, Niemcy